# Fédération autonome des syndicats de police

La Fédération autonome des syndicats de police (FASP) est une ancienne organisation syndicale de la police française, majoritaire chez les policiers en tenue et fédérant plusieurs syndicats différents.

## Historique
La loi du 10 juillet 1964 réorganisant la région parisienne a entraîné la création le 15 mars 1965 de l'UNIF Union Interfédérale de la Police revendiquant 60 000 adhérents. La loi du 9 juillet 1966 crée la Police nationale  en fusionnant la Préfecture de police de Paris avec la Sûreté Nationale, ce qui provoque parallèlement un regroupement syndical. Le 22 mai 1968, alors que la grève s'étend en France, l'UNIF publie un communiqué dans lequel elle déplore que les policiers soient opposés aux manifestants. 
Fondée le 20 juin 1969 par Gérard Monate, émanant de l'UNIF (avec comme premier acteur le Syndicat général de la police- S.G.P.), la FASP devient dans les années 1980 le premier syndicat de policiers, toutes catégories réunies. Elle revendique quelques « grandes avancées significatives » de la profession : réforme horaire, congés d’hiver, nouvelle tenue, augmentation indiciaire. La FASP affirme avoir réussi à rassembler 20 000 policiers dans des manifestations en 1982 et plus de 30 000 en novembre 2001.
Dirigée par Bernard Deleplace de 1981 à 1990, la FASP s'est dissoute en 1997. Une large partie de ses adhérents, regroupés dans le syndicat SGP, ont alors rejoint l'UNSA Police puis, en 2009, le Syndicat général de la police-Force ouvrière, Xavier Beugnet, secrétaire général du SGP, ayant négocié la possibilité de conserver une spécificité et une autonomie de ligne politique.
Parmi les syndicats membres de la FASP, on trouvait :
- Syndicat national indépendant de la police (SNIP-CRS)
- Syndicat national des policiers en tenue (SNPT)
- Syndicat général de la police (SGP) pour la Préfecture de Police
- Syndicat national des officiers (SNO)
- Syndicat national unifié des inspecteurs de police (SNUIP)
- Syndicat national des commissaires (SNC)
- Syndicat national indépendant des personnels administratifs, techniques et scientifiques (SNIPAT) de 1970 à 1983 (qui quitte la FASP cette année là et qui se fédère ensuite à FO)
- Syndicat national unifié des personnels administratifs, techniques et scientifiques (SNUPAT) (syndicat prenant la défense des personnels ne désirant pas rester au SNIPAT, ayant quitté la PASP)

À partir de 1986, tous les corps de police sont représentés au sein de la FASP. Celle-ci a participé avec les syndicats autonomes d'autres secteurs à la création du « groupe des Dix », qui deviendra l'Union syndicale " Solidaires "  plus tard.
À la suite du livre d'investigation La Face cachée du Monde, une partie de la presse a décrit la direction de Bernard Deleplace et les conditions de sa démission en des termes particulièrement critiques.
La F.A.S.P. a été mise en redressement judiciaire à la suite de difficultés financières et un éclatement a alors eu lieu : la FASP s’est divisée et a gardé les anciennes composantes, notamment le SNPT et le SNIP-CRS.
Le 11 octobre 1996, Jean-Louis Arajol, secrétaire général de la FASP, ancien secrétaire général du SGP, annonce la dissolution de la FASP et la création d'une centrale unitaire de la police. Cette nouvelle organisation ne verra toutefois  jamais le jour car elle est refusée par toutes les composantes de la FASP, sauf le SGP.
Alors que la FASP disposait de la majorité absolue, son éclatement exacerbe les rivalités entre les organisations qui lui succèdent. En 2020, le sociologue Olivier Jobard attribue à cette dispersion une « escalade rhétorique » pour rejeter toute critique extérieure ou même de l'exécutif sur son action
En 1998, la plupart des organisations membres de l'ex-FASP ont participé à la fondation de l'UNSA Police.
En 2014, les syndicats historiques de la FASP se regroupent dans l'UNSA et fondent avec entre autres l'UNSA Police, la FASMI-UNSA héritière de la FASP.

### Les secrétaires généraux de la FASP
- Gérard Monate (1969-1975)
- Bernard Deleplace (1981-1990)
- Richard Gerbaudi (1990-1993)
- Daniel Lavaux (1993-1995)
- Jacky Viallet (1995-1996)
- Jean-Louis Arajol (1996-1996)
- Paul Le Guennic (1996-1997)
- Yvon Castel (1997-1997)
- Paul Le Guennic (1997-1998)